# Crumomyia notabilis
Crumomyia notabilis är en tvåvingeart som först beskrevs av Collin 1902.  Crumomyia notabilis ingår i släktet Crumomyia och familjen hoppflugor. Arten är reproducerande i Sverige. Inga underarter finns listade i Catalogue of Life.